# GNU Smalltalk
O GNU Smalltalk é uma implementação da linguagem de programação Smalltalk pelo Projeto GNU.
A implementação, ao contrário de outros ambientes Smalltalk, utiliza arquivos texto para entrada do programa e interpreta os conteúdos como código Smalltalk. Dessa forma, o GNU Smalltalk atua mais como um interpretador ao invés de um ambiente na forma tradicional do Smalltalk.
0 GNU Smalltalk inclui vinculação de nomes para muitas bibliotecas de software livre, incluindo SQLite, libSDL, cairo, gettext e Expat.

## Exemplos
Estes exemplos funcionam apenas no GNU Smalltalk 3.0 e versões posteriores. Exemplo do clássico programa Olá Mundo:
```
'Hello World!'
 
displayNl

```

Alguns códigos Smalltalk básicos:
```
"Everything, including a literal, is an object, so this works:"

-199
 
abs
                                                
"199"

'
gst
 
is
 
cool
'
 
size
                                      
"11"

'
Slick
'
 
indexOf:
 
$c
                                     
"4"

'
Nice
 
Day
 
Isn
''
t
 
It?
' asLowercase asSet asSortedCollection asString  "'
 
'
?
acdeinsty
'"

```

### Coleções
Construir e usar uma matriz:
```
a
 
:=
 
#(
1
 
'hi'
 
3.14
 
1
 
2
 
(
4
 
5
))

a
 
at:
 
3
        
"3.14"

a
 
reverse
      
"((4 5) 2 1 3.14 'hi' 1)"

a
 
asSet
        
"Set(1 'hi' 3.14 2 (4 5))"

```

Construir e usar uma tabela de dispersão:
```
hash
 
:=
 
Dictionary
 
from:
 { 
'water'
 
->
 
'wet'
.
 
'fire'
 
->
 
'hot'
 }
.

hash
 
at:
 
'fire'
     
"Prints:  hot"

hash
 
keysAndValuesDo:
 [ 
:
k
 
:
v
 
|

        (
'%1 is %2'
 
%
 { 
k
.
 
v
 }) 
displayNl
 ]

"Prints:  water is wet

          fire is hot"

hash
 
removeKey:
 
'water'
  
"Deletes 'water' -> 'wet'"

```

### Blocos e iteradores
Passando um bloco como um parâmetro para que ele seja uma clausura:
```
"remember a block."

remember
 
:=
 [ 
:
name
 
|
 (
'Hello, %1!'
 
%
 { 
name
 }) 
displayNl
 ]
.

"When the time is right -- call the closure!"

remember
 
value:
 
'world'

"=> 'Hello, world!'"

```

Retornando as clausuras de um método: 
```
Integer extend [
     asClosure [
         | value |
         value := self.
         ^{ [ :x | value := x ]. [ value ] }
     ]
 ]

 blocks := 10 asClosure.
 setter := blocks first.
 getter := blocks second.
 getter value        "=> 10"
 setter value: 21    "=> 21"
 getter value        "=> 21"
```

Usando blocos para enviar informações de volta ao chamador:
```
Integer extend [
     ifEven: evenBlock ifOdd: oddBlock [
         ^self even
             ifTrue: [ evenBlock value: self ]
             ifFalse: [ oddBlock value: self ]
     ]
 ]
```

Invocar o método acima, passando-lhe um bloco:
```
10
 
ifEven:
 [ 
:
n
 
|
 
n
 
/
 
2
 ] 
ifOdd:
 [ 
:
n
 
|
 
n
 
*
 
3
 
+
 
1
 ]    
"=> 5"

```

Iterando sobre enumerações e matrizes usando blocos:
```
array
 
:=
 
#(
1
 
'hi'
 
3.14
)

array
 
do:
 [ 
:
item
 
|
 
item
 
displayNl
 ]

"=> 1"

"=> hi"

"=> 3.14"

(
3
 
to:
 
6
) 
do:
 [ 
:
item
 
|
 
item
 
displayNl
 ]

"=> 3"

"=> 4"

"=> 5"

"=> 6"

```

Um método tal como inject:into: pode aceitar um parâmetro e um bloco. Ele itera sobre cada membro de uma lista, realizando alguma função enquanto retém um agregado. É análogo à função foldl em linguagens de programação funcional. Por exemplo:
```
#(
1
 
3
 
5
)
 
inject:
 
10
 
into:
 [ 
:
sum
 
:
element
 
|
 
sum
 
+
 
element
 ] 
"=> 19"

```

No primeiro passo, o bloco recebe 10 (o argumento a injetar) como soma, e 1 (o primeiro elemento da matriz) como elemento. Isso retorna 11. 11, então, se torna a soma no próximo passo, no qual é adicionado 3 para obter 14. 14 é então adicionado a 5, para finalmente obter 19.
Blocos trabalham com muitos métodos embutidos:
```
(
File
 
name:
 
'file.txt'
) 
withWriteStreamDo:
 [ 
:
file
 
|

        
file
 
nextPutAll:
 
'Wrote some text.'
;
 
nl
 ]

"File is automatically closed here"

(
File
 
name:
 
'file.txt'
) 
linesDo:
 [ 
:
each
 
|

        
each
 
displayNl
 ]

"=> Wrote some text."

```

Utilizando uma enumeração e um bloco para elevar ao quadrado os números de 1 a 10:
```
(
1
 
to:
 
10
) 
collect:
 [ 
:
x
 
|
 
x
 
squared
 ] 
"=> [1, 4, 9, 16, 25, 36, 49, 64, 81, 100]"

```

### Classes
O código a seguir define uma classe chamada Person. Por ser derivada de Magnitude, ela automaticamente define todos os métodos de comparação exceto um (<). Com a adição daquele, asSortedCollection pode ordenar por idade. Note que podemos sobrepor a forma com a qual o objeto é impresso ou exibido (o padrão é compartilhar a representação da impressão do programador e da tela do usuário) ao sobrepor printOn:.
```
Magnitude
 
subclass:
 
Person
 [
    
|
 name age 
|

    
Person
 
class
 
>>
 
name:
 
name
 
age:
 
age
 [
        
^
self
 
new
 
name:
 
name
;
 
age:
 
age
;
 
yourself

   ]

    
<
 
aPerson
 [ 
^
self
 
age
 
<
 
aPerson
 
age
 ]
    
name
 [ 
^
name
 ]
    
name:
 
value
 [ 
name
 
:=
 
value
 ]
    
age
 [ 
^
age
 ]
    
age:
 
value
 [ 
age
 
:=
 
value
 ]
    
printOn:
 
aStream
 [ 
aStream
 
nextPutAll:
 (
'%1 (%2)'
 
%
 { 
name
.
 
age
 }) ]
]

group
 
:=
 {
        
Person
 
name:
 
'Dan'
 
age:
 
23
.

        
Person
 
name:
 
'Mark'
 
age:
 
63
.

        
Person
 
name:
 
'Cod'
 
age:
 
16
.

}.

group
 
asSortedCollection
 
reverse

```

O código acima imprime três nomes em ordem reversa de idade :
```
OrderedCollection (Mark (63) Dan (23) Cod (16) )

```

### Exceções
Uma exceção é gerada com uma chamada halt:
```
self halt
```

Uma mensagem opcional pode ser adicionada à exceção; há também o error:, que gera um tipo diferente de exceção:
```
self halt: 'Isso é uma mensagem'
self error: 'Isso é uma mensagem'
```

Existem atualmente invólucros para o método de geração da exceção atual, signal:
```
Error
 
signal

Error
 
signal:
 
'Argumentos ilegais!'

```

As exceções são gerenciadas pelos blocos on:do:.
```
[ 
Algo
 
a
 
fazer
 ]
    
on:
 
Exception

    
do:
 [ 
:
ex
 
|
 
handle
 
exception
 
in
 
ex
 ]

```

Você pode capturar apenas exceções particulares (e suas subclasses):
```
[ 
something
 
to
 
do
 ]
    
on:
 
Warning

    
do:
 [ 
:
ex
 
|
 
handle
 
exception
 
in
 
ex
 ]

```

É possível usar o objeto Exceção, o qual é disponibilizado à cláusula do manipulador, para sair ou reiniciar o primeiro bloco. Sair é o padrão, mas também pode ser mencionado explicitamente:
```
[ 
Error
 
signal:
 
'foo'
 ]
    
on:
 
Error

    
do:
 [ 
:
ex
 
|
 
ex
 
return:
 
5
 ]

(
Warning
 
signal:
 
'now what?'
) 
printNl
                       
"=> nil"

[ (
Warning
 
signal:
 
'now what?'
)
        
printNl
 ] 
on:
 
Warning
 
do:
 [ 
:
ex
 
|
 
ex
 
resume:
 
5
 ]    
"=> 5"

```